# آلفرد بیلشوفسکی
آلفرد بیلشوفسکی (آلمانی: Alfred Bielschowsky؛ ‏ ۱۱ دسامبر ۱۸۷۱ – ۵ ژانویهٔ ۱۹۴۰) چشم‌پزشک و استاد دانشگاه اهل آلمان بود که در زمینهٔ فیزیولوژی و آسیب‌شناسی چشم، به‌ویژه پژوهش‌های مرتبط با حرکات چشم و درک فضایی و آسیب به عصب حرکتی چشمی تخصص داشت.
وی پزشکی را در دانشگاه برسلاو، دانشگاه هایدلبرگ و دانشگاه هومبولت برلین فرا گرفت و مدتی از شاگردان تئودور لبر بود و سرانجام مجوز طبابت خود را در مارس ۱۸۹۳ دریافت کرد. وی پس از تکمیل تحصیلات خود در دانشگاه لایپزیگ، درجهٔ شایستگی علمی خود را در ۱۹۰۰ گرفت. در لایپزیک مدتی زیر نظر اوالد هرینگ کار کرد و پژوهش‌هایی در زمینهٔ پارزی ماهیچه مایل بالایی چشم انجام داد. او از سال ۱۹۱۲ رئیس دپارتمان چشم‌پزشکی دانشگاه ماربورگ شد. بیلشوفسکی در جریان جنگ جهانی اول یک بخش بیمارستانی برای درمان سربازانی که دچار آسیب چشمی بودند، دایر کرد و بابت این خدمتش به کشور، پس از جنگ از پاول فون هیندنبورگ نشانِ صلیب آهنین دریافت کرد و امپراتور ویلهلم دوم هم به او لقب افتخاری «مشاور پزشکی خصوصی» داد. او در سال ۱۹۲۳ رئیس بخش دپارتمان چشم‌پزشکی دانشگاه برسلاو شد و مقاله‌ای مهم دربارهٔ اختلالات ماهیچه‌های بیرونی چشم نوشت.
آلفرد بیلشوفسکی به سبب تبار یهودی خود و سیاست نژادی آلمان نازی در سال ۱۹۳۴ از کارش اخراج شد و به ایالات متحده آمریکا مهاجرت کرد. وی در سال ۱۹۳۷ رئیس «مؤسسه چشم دارتموث» در کالج دارتموث واقع در هانوفر، نیوهمپشایر شد و در سال ۱۹۴۰ به‌طور ناگهانی درگذشت.
نام او امروزه در آزمون سه مرحله‌ای پارکز–بیلشوفسکی ماندگار شده است که در آغاز «تست کج کردن سر بیلشوفسکی» نام داشت و روشی برای ارزیابی فلج ماهیچه مایل بالایی در اثر آسیب به عصب قرقره‌ای مغز است.